# Xã Marquand, Quận Madison, Missouri
Xã Marquand (tiếng Anh: Marquand Township) là một xã thuộc quận Madison, tiểu bang Missouri, Hoa Kỳ. Năm 2010, dân số của xã này là 764 người.